# Petit cheval de selle allemand
Le Petit cheval de selle allemand (allemand : Kleines Deutsches Reitpferd) est une race de chevaux de selle en cours de sélection, en Allemagne. L'objectif est l'obtention d'un cheval de sport et de loisirs de taille modeste. Ses effectifs restant réduits, elle est considérée comme une race rare.

## Histoire
L'encyclopédie de CAB International classe le poney de selle allemand et le petit cheval de selle allemand ensembles, tandis que le guide Delachaux et la base de données DAD-IS les répertorient séparément.
Ces chevaux proviennent de croisements entre des chevaux de selle et de sport de différentes races, notamment Trakehner, Arabes, Anglo-arabe et Pur-sang.
Le stud-book est créé en 1995. En 1998, 298 sujets y sont recensés.

## Description
La fourchette de taille autorisée par le stud-book (édition 2014) va de 1,49 m à 1,58 m,. Ces données figurent également sur le site web zuechtervermittlung.de, qui précise que les étalons peuvent toiser jusqu'à 1,62 m.
Toutes les couleurs de robe sont autorisées,.
La sélection est assurée par la G-Kleines Deutsches Reitpferd Mecklenburg-Vorpommern eV, située à Sülsdorf en Mecklembourg-Poméranie-Occidentale. L'objectif de sélection vise à obtenir un petit cheval sportif, élégant et polyvalent, doté d'un caractère agréable.

## Utilisations
La race est destinée à l'équitation de loisir et aux sports équestres, spécifiquement à destination des jeunes cavaliers ou de personnes à la recherche d'un cheval de sport de taille moyenne. La sélection de la race vise les pratiques du dressage, du saut d'obstacles, du concours complet d'équitation, et de l'attelage.

## Diffusion de l'élevage
L'étude menée par l'université d'Uppsala, publiée en août 2010 pour la FAO, signale le Small German Riding Horse comme une race locale européenne en danger d'extinction. Ces données doivent cependant être tempérées du fait que la race est en cours de sélection. 
En 2016, l'effectif enregistré reste faible, avec 227 têtes, dont 202 juments et 25 étalons. La race est signalée en danger d'extinction (2018) sur DAD-IS.